# Rachel Hunter
Pour les articles homonymes, voir Hunter.
Rachel Hunter, née le 8 septembre 1969 à Auckland en Nouvelle-Zélande est un mannequin, actrice et productrice de films.

## Biographie

### Mannequinat
Elle a commencé comme mannequin et c'est là qu'elle a eu un peu de célébrité. Elle a commencé à poser dès ses seize ans et est devenue l'un des top models des années 80.
Elle pose dans Sports Illustrated Swimsuit Issue en 1989.
En 2003 elle accepte de poser pour Ultimo.
Elle a posé pour Playboy en avril 2004, après avoir décliné une première invitation en 1986.

### Cinéma
En 1994, elle décide d'arrêter sa carrière de mannequin et s'essaie au cinéma comme actrice. Elle crée sa société de production Bee Knees et s'implique dans des associations : Born Free Foundation (en) et The Rachel Hunter Lowland Gorilla Fund.
Elle a fait une apparition dans le deuxième épisode de la deuxième saison de Du côté de chez Fran, dans lequel elle incarne son propre rôle.
Elle a aussi fait une apparition dans le clip de la chanson Stacy's Mom de Fountains of Wayne où elle interprète le rôle de la mère de Stacy[Quand ?].
Elle a participé à l'émission américaine Dancing with the Stars[Quand ?] lors de la première saison avec comme partenaire Jonathan Roberts.

### Vie privée
En 1990, elle épouse Rod Stewart avec qui elle a deux enfants, avant qu'ils ne se séparent en 2005.

## Filmographie

### Actrice

#### Cinéma
- 1999 : Two Shades of Blue : Susan Price
- 2000 : TripFall : Gina Williams
- 2001 : Sexe, crimes et pouvoir : Amanda Reeve
- 2001 : Ozzie, mon meilleur ami : Beth Morton
- 2002 : Redemption of the Ghost : Gloria
- 2007 : La Cucina : Jude

#### Télévision
- 1996-1999 : Susan (série TV)
- 2005 : Du côté de chez Fran (épisode 1-saison 2) : Rachel Hunter
- 2007 : Secrets de jeunesse (Dead Write) (TV) : Jade
- 2008 : Une assistante presque parfaite (téléfilm) : Judith Manion
- 2008 : Ma vie très privée (Confessions of a Go-Go Girl) (téléfilm) : Donna Mercer
- 2010 : Gravity (série TV) : Shawna Rollins
- 2016 : L'Infidélité de Lily (Her Infidelity) (téléfilm) : Lily Helms

#### DVD
- 2012 : Miami Magma : Antoinette Vitri

### Productrice
- 2007 : Rodeo Girl (téléfilm)